# Komárov (Brno)
Komárov (německy Kumrowitz, v hantecu Komec) je městská čtvrť na jihu statutárního města Brna. Její katastrální území má rozlohu 1,66 km². Původně samostatná obec byla k Brnu připojena v roce 1919, od 24. listopadu 1990 je součástí samosprávné městské části Brno-jih. Žije zde přibližně 6100 obyvatel.
Rozkládá se mezi Svratkou a Svitavou.

## Charakteristika
Komárov má městský charakter a jako čtvrť byl poznamenán jak rozvojem průmyslu, a v dobách komunismu necitlivou výstavbou panelového sídliště a silničních komunikací na jeho území. Přesto i zde lze najít kvalitní rodinnou zástavbu obklopenou zelení. Jižně od železniční trati procházející Komárovem vyrostla podél Hněvkovského ulice v posledních letech řada nových obchodů.

## Doprava
Komárovem procházejí od 80. let ulicemi Černovickou, Svatopetrskou a Hněvkovského důležité a vysoce frekventované brněnské silnice, na nichž se zde někdy tvoří dopravní zácpy. Spojení s centrem Brna zajišťuje Dopravní podnik města Brna. Jezdí zde však též meziměstská okružní linka 509 z Měnína a linka 109 z ÚAN Zvonařka do Hodonína. Komárov je obsluhován i MHD. Má zde smyčku tramvaj číslo 12 z Komárova přes centrum do Technologického parku. Na téže zastávce staví i autobusové linky 40, 48, 49. Ty spojují Komárov s okolními obcemi. Linka 50 spojuje Komárov s Bystrcí a severem města, linka 64 Komárov s Maloměřicemi a linka 67 Komárov s Jundrovem a obchodním centrem Avion.
Linka 63 spojuje jižní části metropole: Štýřice, Komárov a Tuřany. Linky noční dopravy N94 a N95 nahrazují tyto linky v noci. První linka N94 jede z Bílovic nad Svitavou centrem města, přes Komárov do Modřic. Druhá linka N95 spojuje městskou čtvrť Kamenný vrch s centrem přes Komárov a pak vyjede mimo město do Sokolnic a do Újezdu u Brna.

## Historický přehled
Komárov vznikl ve středověku jako poměrně malá vesnice s původním jménem Luh a náležel moravskému markraběti. Až s postupným poněmčováním se roku 1318 objevuje německé jméno Gumrawitz - Komárov. V průběhu 12. století zde benediktini zřídili proboštství, jehož panství zahrnovalo jen několik okolních vesnic. Toto proboštství také udrželo staré jméno Luh či Na Luhu až do roku 1447. Komárovské proboštství bylo poškozeno husitskými válkami roku 1428. 15. dubna 1527 odevzdal poslední probošt Štěpán Etwan se souhlasem Ferdinanda I. zbývající majetek brněnské kapitule u sv. Petra, čímž proboštství zaniklo a Komárov se stal součástí kapitulního panství se sídlem v Podolí u Brna.
Při obléhání Brna Švédy v letech 1643 a 1645 byl Komárov z větší části vylidněn a zčásti vypálen, včetně kapitulního dvoru a mlýna. Roku 1646 byl pak provoz zničeného mlýna obnoven, a roku 1648 se začalo opětovně hospodařit i ve zpustošeném dvoře. Při vpádu pruských a saských vojsk na Moravu ve 40. letech 18. století byl Komárov znovu značně poškozen, přičemž byly zničeny i dva zdejší mosty, které pak byly obnoveny v letech 1746 a 1755.
V 18. století vznikly na území dnešního Komárova nové osady Malá Mariacela a Petrohradská Ulice. Ty se později osamostatnily, ale již roku 1850 byly opětovně sloučeny s Komárovem v jednu obec. Během 2. poloviny 19. století došlo v důsledku růstu Komárova i obou jeho osad ke změně skladby obyvatelstva a z Komárova se stala převážně dělnická předměstská obec, přesto zde i nadále žilo mnoho zemědělců. Již roku 1851 vznikla v Komárově továrna na sukna.
Pokud jde o katastr, měl Komárov až do druhé poloviny 60. let 20. století zcela jiné katastrální hranice než má dnes. Většina současného katastru Komárova sice patřila i k původnímu katastru Komárova, velká část území na severozápadě a severu však náležela k původnímu katastru Trnité, část území na východě k původnímu katastru Černovic, část území na jihozápadě k původnímu katastru Horních Heršpic, malé území na nejzazším jihu k původnímu katastru Brněnských Ivanovic. Původní katastr Komárova o rozloze 211 hektarů a v hranicích platných do roku 1935, je dnes rozdělen mezi katastrální území Komárov, Brněnské Ivanovice, Černovice, Štýřice, Horní Heršpice a Trnitou.
Území dnešního Komárova bylo k Brnu připojeno ve dvou fázích: 6. července 1850 území patřící původně k Trnité; a 16. dubna 1919 na základě zákona č. 213/1919 Sb., „o sloučení sousedních obcí s Brnem“, následovala i obec Komárov (zahrnující také bývalé obce Malou Mariacelu a Petrohradskou Ulici), jakož i ostatní části moderního katastru.

## Obyvatelstvo
| 1869  | 1880  | 1890  | 1900  | 1910  | 1921  | 1930  | 1950  | 1961  | 1970  | 1980  | 1991  | 2001  | 2011  | 2021  |
| ----- | ----- | ----- | ----- | ----- | ----- | ----- | ----- | ----- | ----- | ----- | ----- | ----- | ----- | ----- |
| 1 644 | 1 893 | 2 392 | 2 592 | 2 726 | 2 799 | 3 851 | 4 108 | 4 205 | 4 874 | 3 494 | 4 918 | 5 175 | 6 101 | 4 988 |

## Osobnosti
- Emil Foit (1913–1976), velitel 310. československé stíhací perutě RAF